# Palais Cosel
Le palais Cosel est un palais baroque reconstruit dans le centre-ville de Dresde. Situé à côté de la célèbre Frauenkirche, il abrite aujourd'hui un restaurant.

## Histoire
Durant le règne d'Auguste le Fort, le palais fut détruit par un incendie. Le Roi et Electeur -  connu pour sa force - aida à étreindre l'incendie. Il fit de la comtesse Cosel sa maitresse. Celle-ci devenue veuve extorqua à son royal amant une promesse de mariage - qu'Auguste regrette de lui avoir signée - comblée de cadeaux et de privilèges, quand Auguste perdit sa femme, elle tenta de se faire enfin épouser. Après une tentative de fuite vers la Prusse, elle fut arrêtée et passa les 40 dernières années de sa vie détenue dans une forteresse.    

### Construction
Ce très bel hôtel particulier de style baroque a été construit en 1764-1765. Les ornementations de la façade constituent l'un des plus beaux exemples du baroque saxon.

### Destruction puis reconstruction
Après les bombardements de 1945, les façades des deux ailes de la cour d'entrée subsistaient à l'état de ruine. Ces deux ailes ont été restaurées en 1973. La reconstitution du corps principal du palais après la réunification allemande a permis de compléter l'ensemble. Le bâtiment abrite actuellement un hôtel restaurant. 

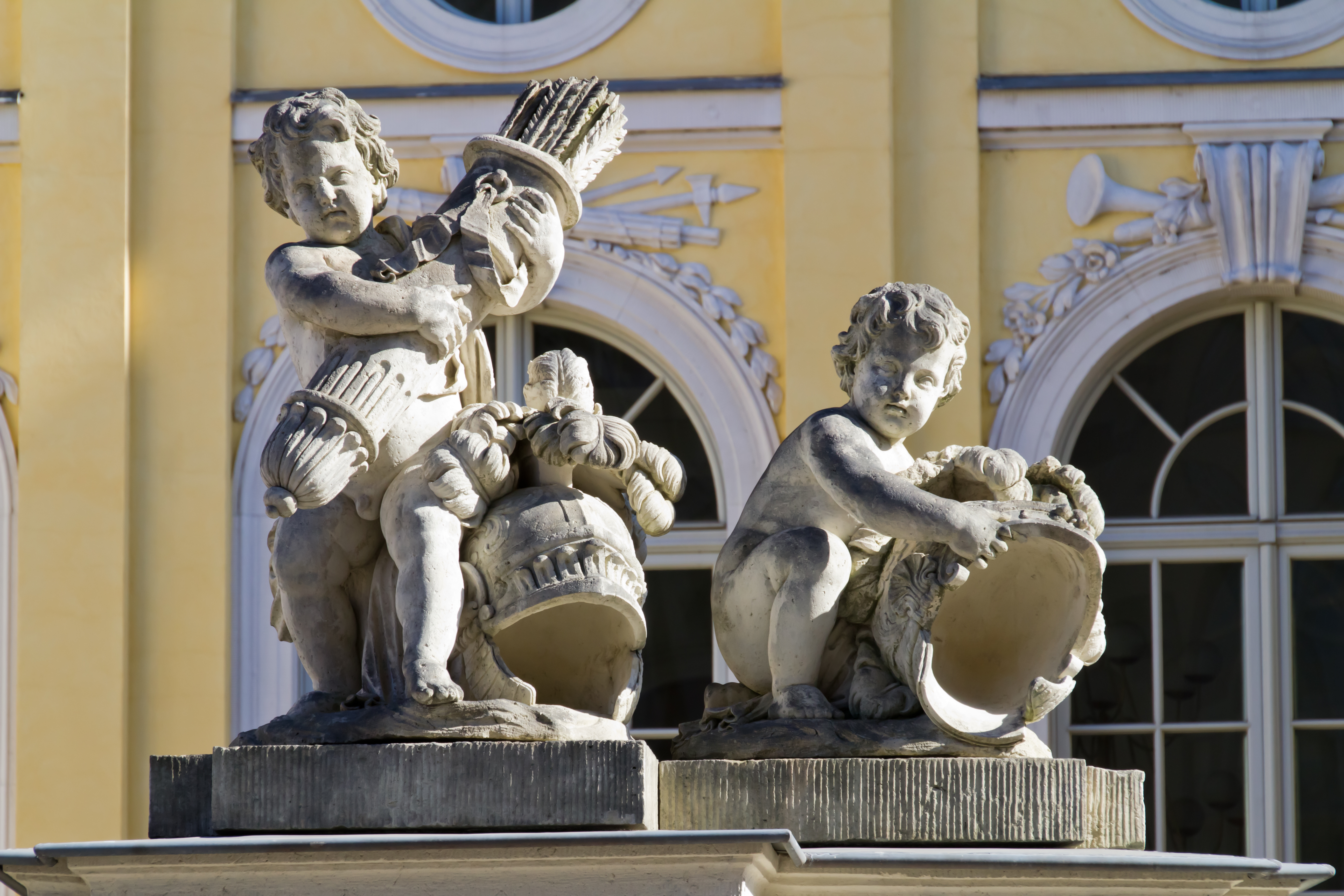
Détail
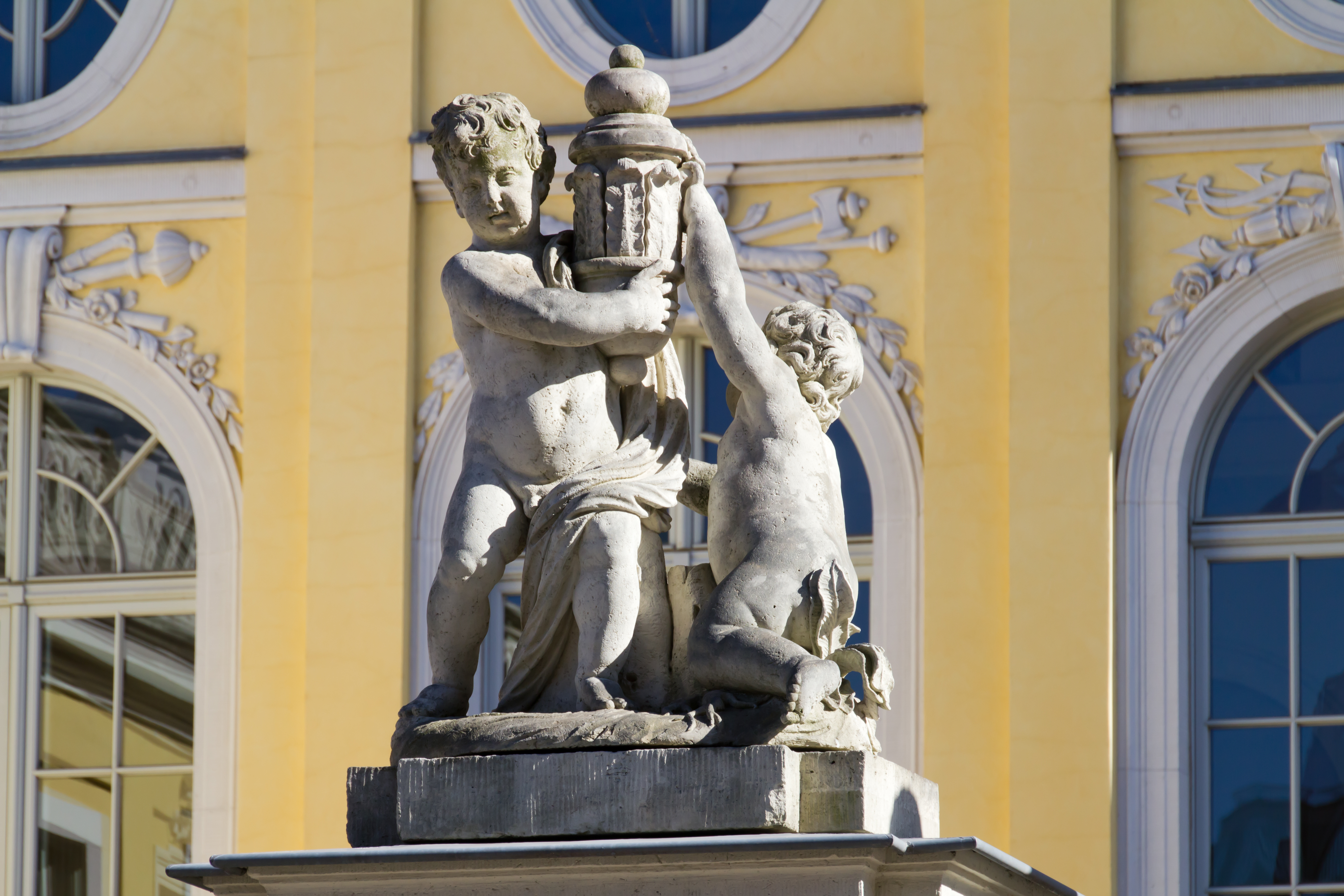
Détail
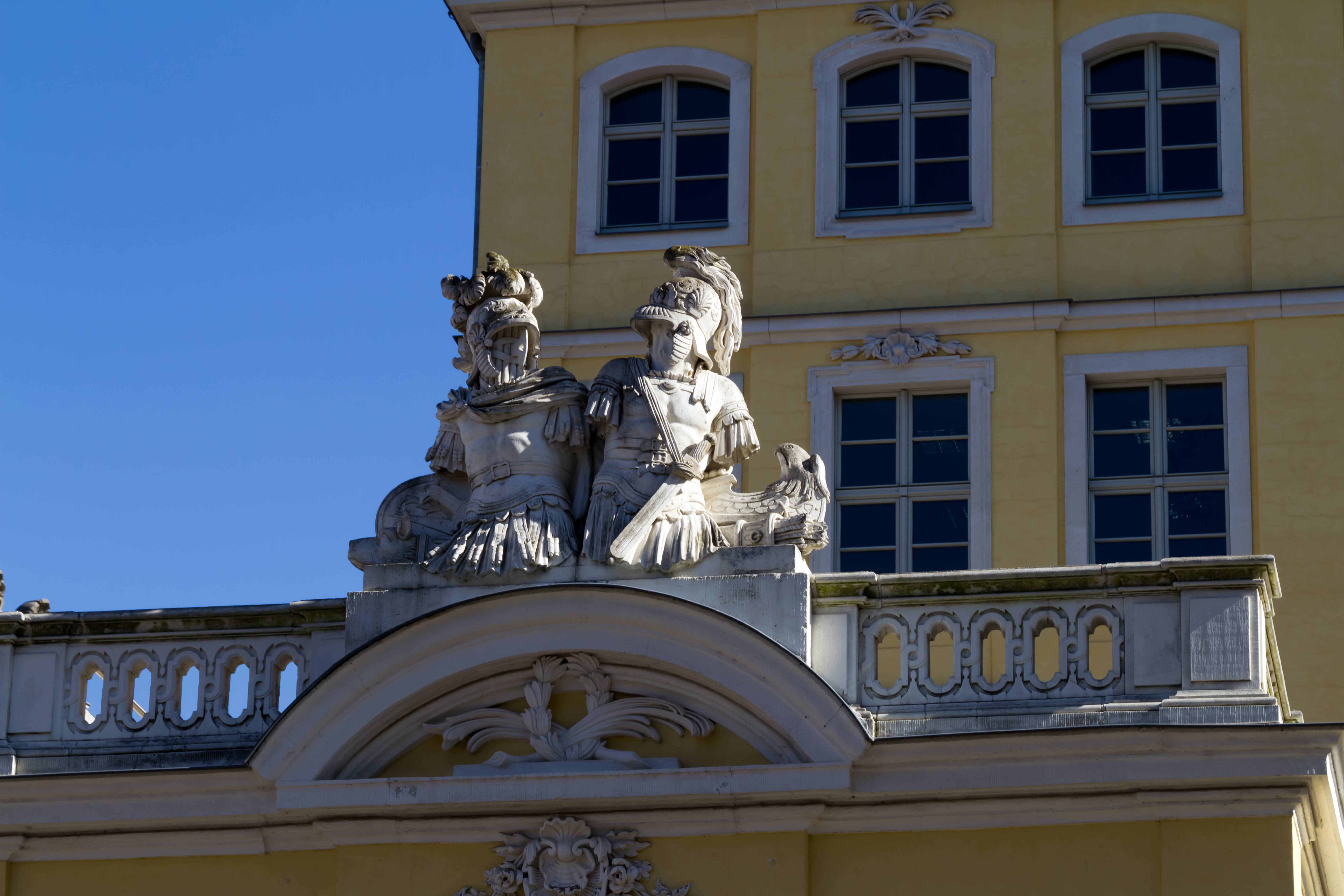
Détail